# Prebici

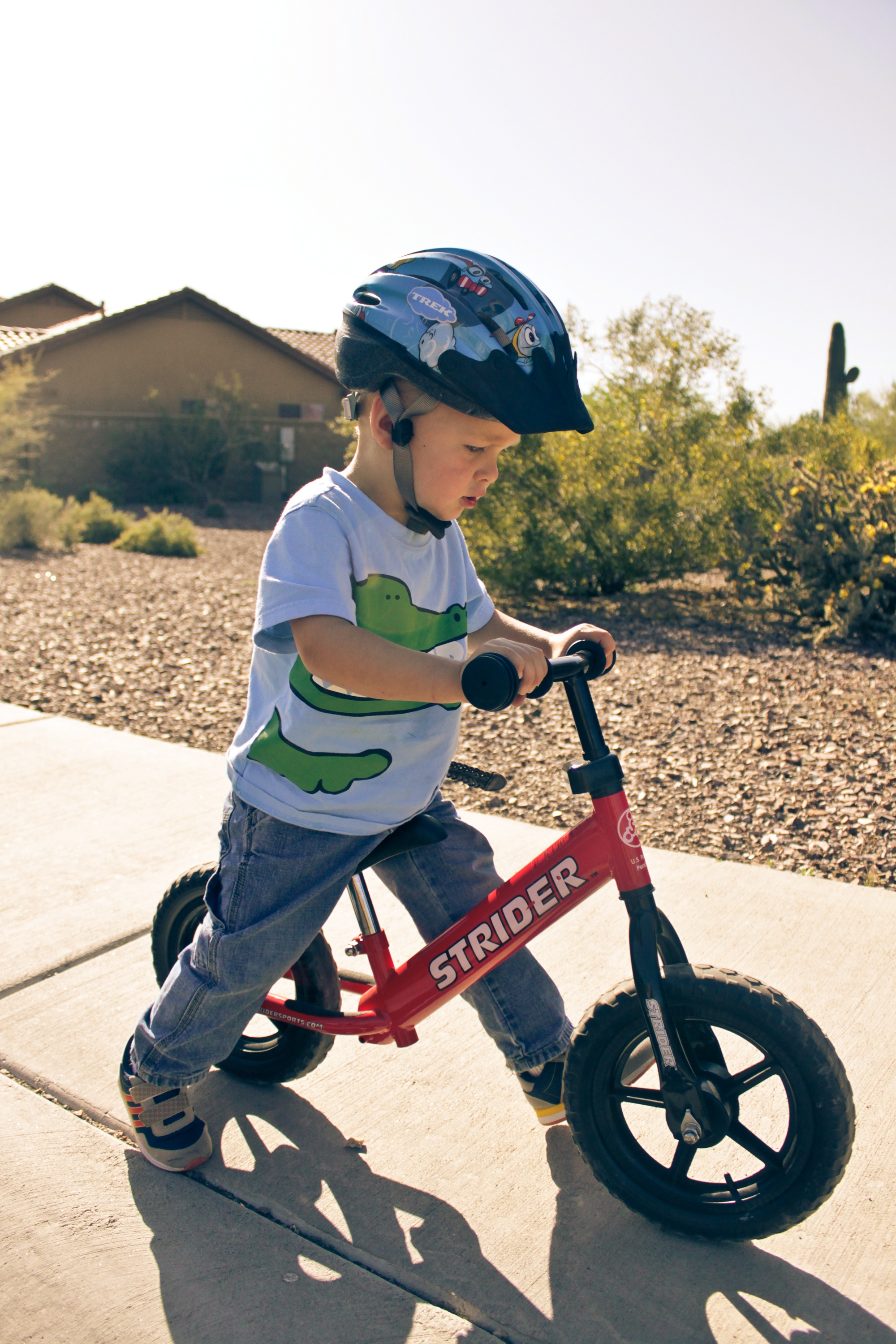
Niño en prebici

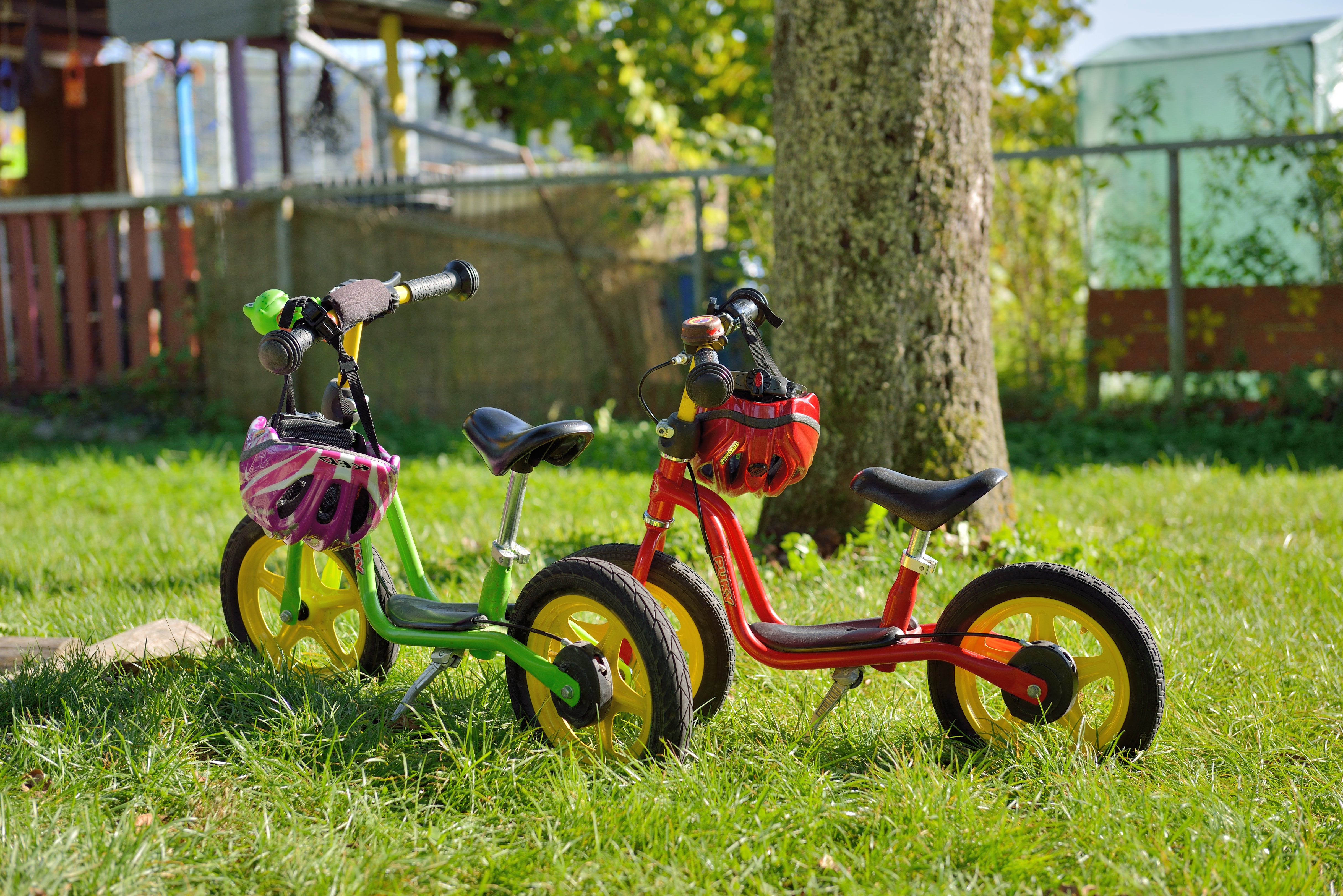
Prebicis de la marca Puky con frenos, muy típicas en Alemania

Prebici es una bicicleta que no tiene pedales ni transmisión; por lo tanto reúne las características de la bicicleta y del patinete o monopatín. En este vehículo, el niño se sienta en un sillín a la vez que lo hace avanzar empujando con sus pies.
La primera bicicleta fue diseñada y construida por Karl Drais en 1817 y carecía de pedales, se parecía mucho a la actual prebici. No obstante, no fue hasta finales del siglo XX que se retomó el diseño original, aplicándose al uso de los niños. En las primeras décadas del siglo XXI, la prebici (también conocida como bici de entrenamiento sin pedales) se ha hecho muy popular en Europa y América.

## Historia
En 1817, el barón alemán Karl Christian Ludwig Drais von Sauerbronn diseñó el primer vehículo de dos ruedas con dispositivo de dirección; al que llamó «máquina andante» (en alemán: Laufmaschine), precursor de la bicicleta y la motocicleta. La draisiana  como fue llamada en honor a su inventor, consistía en una especie de carrito de dos ruedas, colocadas una detrás de otra, y un manillar. La persona se mantenía sentada sobre una pequeña montura, colocada detrás de un posabrazos de hierro, y con las manos sostenía una vara de madera, unida a la rueda delantera, que giraba en la dirección hacia la cual quería ir el conductor.
A finales del siglo XX (en 1997), el  diseñador alemán Rolf Mertens recuperó el concepto de la draisiana aplicándolo a un vehículo adaptado para el uso por niños pequeños. Se trataba de un diseño con el cual un niño pudiera aprender a mantener equilibrio sobre dos ruedas. Esta bicicleta sin pedales tuvo un gran éxito por lo que Rolf, con su hermano, creó la empresa “Kokua” para comercializarlas. En alemán se las llamó Laufrad (laufen -correr, rad-rueda). En España y otros países de habla hispana se las denomina pre bicicletas o prebicis. En algunos comercios de Argentina se les da el nombre de camicletas.

## Variedades
Las prebicis pueden tener 2, 3 o 4 ruedas. Normalmente se fabrican de metal o de madera, pero las hay hechas de materiales fuertes y al mismo tiempo livianos, composites como la fibra de carbono e incluso titanio. Pueden llevar frenos, pero normalmente no los tienen. Las ruedas pueden ser de plástico o de recámara inflable como en las bicicletas.

## Método de aprendizaje
Por norma general las prebicis son un transporte para los niños de 1 a 6 años. Ayudan a desarrollar el equilibrio y las habilidades necesarias para montar en una bicicleta con pedales, por lo tanto son la etapa anterior a esta. La idea es enseñar a los niños a mantener equilibrio sin depender de las ruedas laterales. A diferencia de una bicicleta con estabilizadores, que se aprende a pedalear y luego a equilibrarse; en estas bicicletas el niño aprende a equilibrarse y posteriormente a pedalear. Con los estabilizadores auxiliares el cerebro de los niños no desarrolla este equilibrio ni lo automatiza con lo cual, al eliminar uno o los dos estabilizadores, el niño tiene que aprender esto casi de cero. Con estas bicicletas se utilizan los pies tanto para impulsarse como sostener la bici y los niños pueden regular cuánto tiempo se mantienen con los pies sin tocar el suelo según van aprendiendo. El aprendizaje es más autónomo y necesita menos intervención del cuidador, que no debe ayudar a mantener el equilibrio agachado y corriendo tras la bicicleta.La transición a una bicicleta sin estabilizadores (ruedines) y con pedales es muy rápida y se puede hacer en un par de días.

## Deporte
Prebici también se usa para las competiciones de nivel nacional en países como España, Rusia, Estados Unidos, Japón y China. En España se hacen carreras para niños de 2 a 5 años. Los eventos se celebran en los circuitos de BMX.